# Vịt cát ngực đỏ

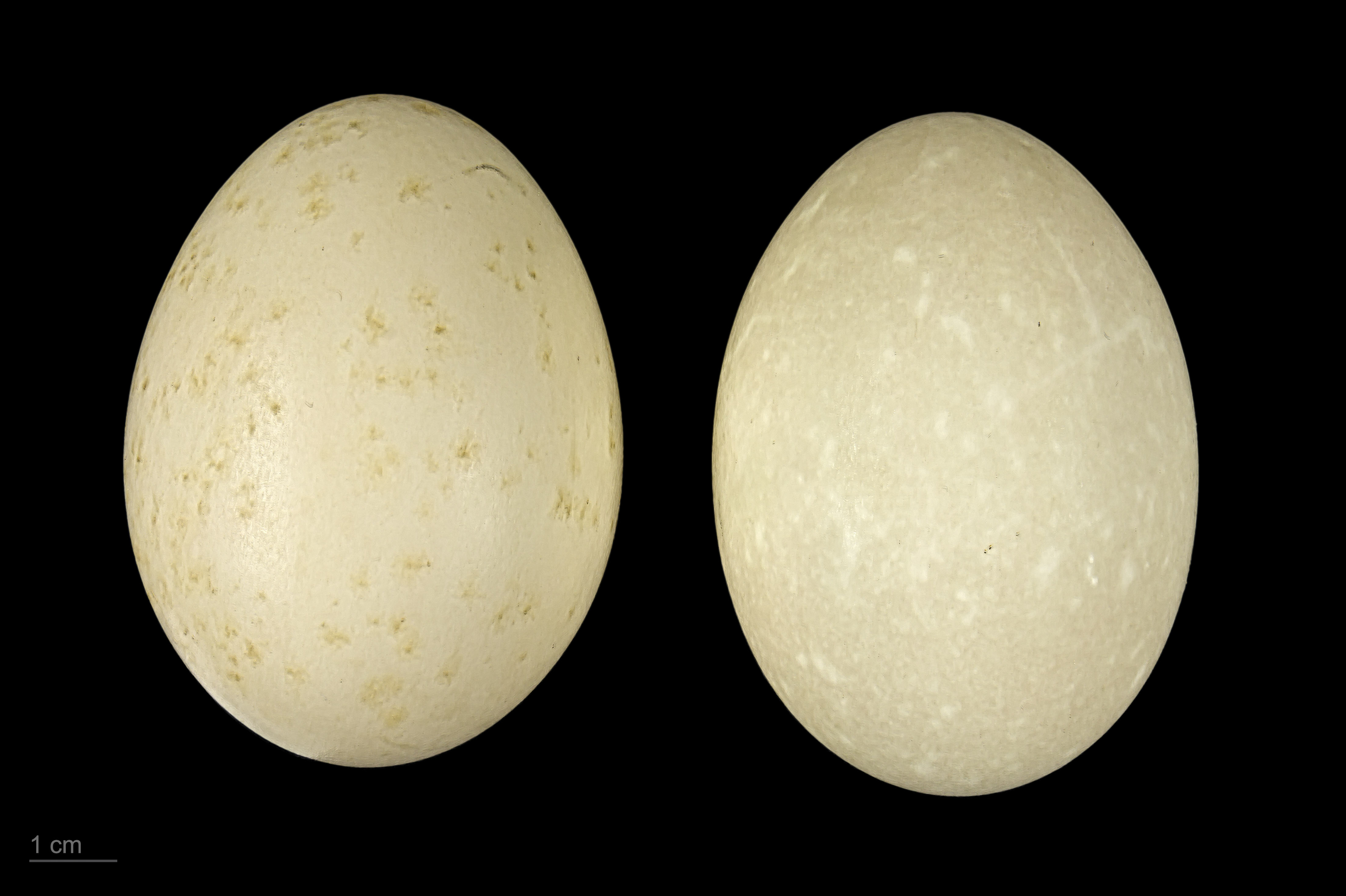
Mergus serrator

Vịt cát ngực đỏ (danh pháp khoa học: Mergus serrator) là một loài chim trong họ Vịt.